# Nether Heyford
Nether Heyford è un villaggio e parrocchia civile dell'Inghilterra, appartenente alla contea del Northamptonshire.